# 関東鳶工業
株式会社カントビ（旧名称：株式会社関東鳶工業）とは、静岡県静岡市清水区に本社を置く、足場施工・土木工事・産業廃棄物収集企業である。

## 沿革
- 1970年3月25日 - 佐藤建工として創業。
- 1990年4月2日 - 法人組織設立。